# Mai-Dun

Mai-Dun est une œuvre orchestrale composée en 1921 par John Ireland (1879-1962). Il l'a appelé "symphonie rhapsodique" ; on peut aussi en parler comme d'un poème symphonique. En 1931, il l'a arrangé pour piano à 4 mains,.
En celte britannique, "Mai-Dun" signifie "grande colline". La pièce d'Ireland est une évocation musicale d'un colline fortifiée célèbre : le Maiden Castle dans le Dorset, proche de la maison de l'écrivain  Thomas Hardy (1840-1928).
Il a été dit de cette pièce : « C'est une pièce forte, parfois agressive, ingénieusement orchestrée, et l'imagination d'Ireland a été enflammée par la plus grande colline fortifiée d'Angleterre, datant de 3000 avant J.-C., et son histoire violente ».
Une représentation typique dure environ 12 minutes et demie.